# 拉姆班縣
拉姆班縣是印度的一個縣，位於該國北部，由查谟和克什米尔負責管轄，面積1,527平方公里，識字率為56.9%，2011年人口283,313，人口密度每平方公里186人。

## 外部連結
- List of places in Ramban （页面存档备份，存于）

33°14′24″N 75°14′24″E / 33.24000°N 75.24000°E